# Lâu đài Modrý Kameň
Lâu đài Modrý Kameň (tiếng Slovakia: Modrý Kameň hrad) là một lâu đài được xây dựng vào thế kỷ 13 theo phong cách kiến trúc Gothic-Phục hưng, tọa lạc ở độ cao khoảng 315 mét so với mực nước biển, thuộc địa phận thành phố Modrý Kameň, vùng Banská Bystrica, Slovakia. Trong khuôn viên của lâu đài có một trang viên được xây dựng vào nửa đầu thế kỷ 18 theo kiểu kiến trúc Baroque. Lâu đài đã được đăng ký là di tích văn hóa quốc gia theo Nghị quyết của Chủ tịch Hội đồng Quốc gia Slovakia.

## Lịch sử
Việc xây dựng lâu đài có lẽ bắt đầu sau cuộc xâm lược của người Tatar. Theo một văn bản năm 1285, chủ sở hữu và người xây dựng lâu đài là Peter Forró.
Diện mạo của lâu đài đã bị thay đổi nhiều lần sau những lần tái thiết. Lần sửa chữa đầu tiên khiến lâu đài mang dáng dấp thời Phục hưng diễn ra từ năm 1609 đến năm 1612. Sau khi bị người Thổ Nhĩ Kỳ tấn công vào năm 1659 và bị quân nổi dậy của Imrich Tököli chinh phục vào năm 1683, lâu đài bị hư hại nghiêm trọng nhưng các chủ sở hữu không sửa chữa thiệt hại này.
Từ năm 1991, lâu đài được sử dụng làm trụ sở của Bảo tàng Văn hóa Múa rối và Đồ chơi thuộc Bảo tàng Quốc gia Slovakia.